# František Josef z Oppersdorfu
František Josef hrabě z Oppersdorfu, svobodný pán z Dubu a Frýdštejna (22. září 1660 Brno – 23. května 1714 Paskov) byl moravský šlechtic z rodu Oppersdorfů. Zastával funkce ve správě moravských krajů a slezských knížectví, nakonec byl zemským hejtmanem na Moravě (1704–1714).

## Životopis

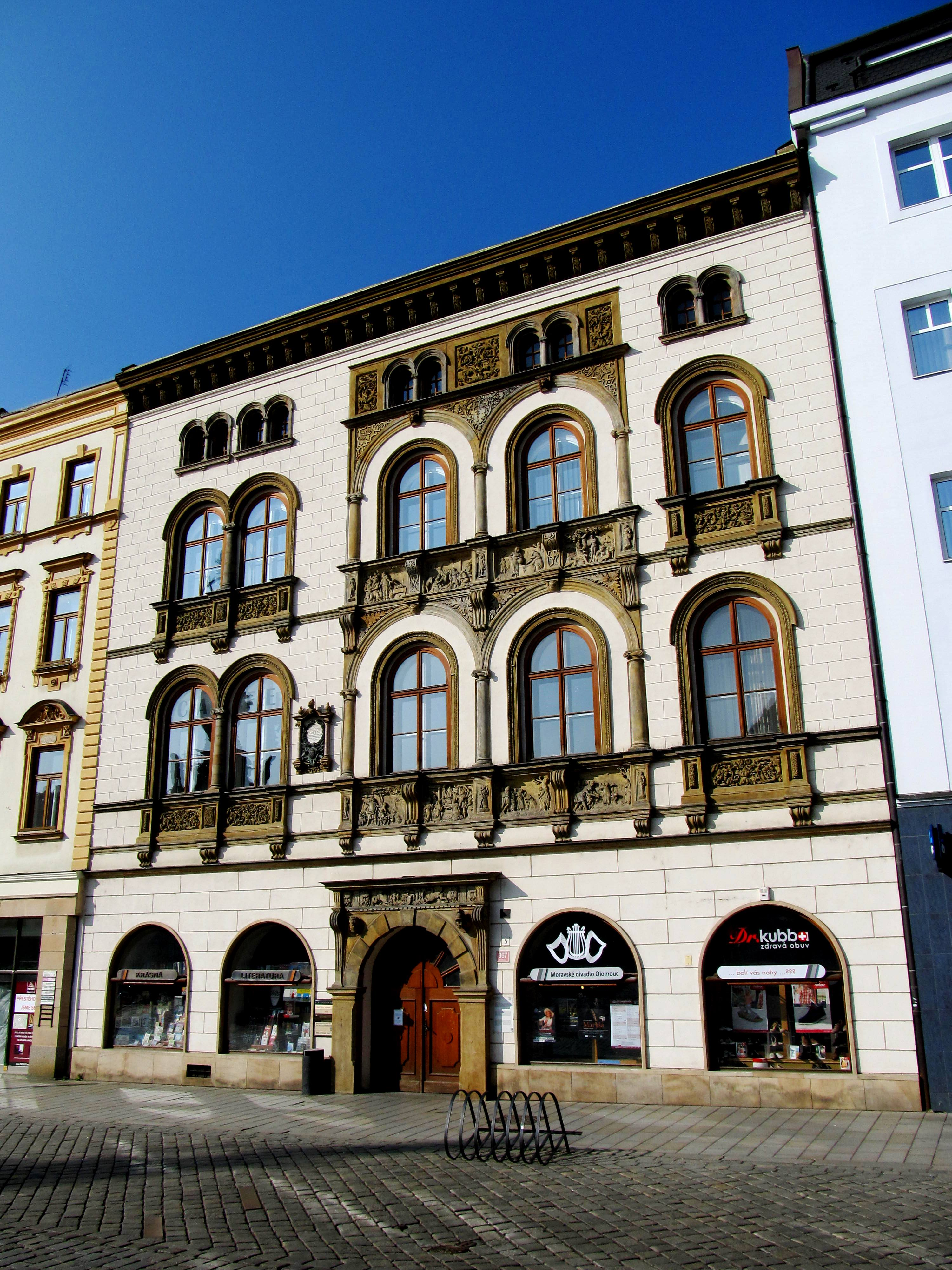
Edelmannův palác v Olomouci, sídlo Františka Josefa z Oppersdorfu v letech 1699–1714

Narodil se v Brně jako druhorozený syn Bedřicha Leopolda z Oppersdorfu (†1699) a jeho první manželky Anny Heleny Jakardovské ze Sudic († 1661). Druhá manželka Bedřicha Leopolda Marie Eleonora (1623–1687) byla sestrou významného dvořana a státníka knížete Ferdinanda z Ditrichštejna, což přineslo jistý vliv i jejím nevlastním synům, i když dlouhou dobu byl vztah mezi Ditrichštejny a Oppersdorfy velmi vlažný. František Josef získal čestné hodnosti císařského komorníka a říšského dvorského rady, poté zastával funkce olomouckého a přerovského krajského hejtmana. V letech 1702–1714 byl hejtmanem ve Svídnicku a nakonec v letech 1704–1714 zemským hejtmanem na Moravě, byl též jmenován tajným radou.

## Majetkové poměry
Po otci zdědil panství Paskov se zámkem a dům v Olomouci na Horním náměstí (Edelmannův palác). Na paskovském panství založil vesnici Oppersdorf (nyní Oprechtice, součást Paskova) a snažil se zvýšit výnosy, panství se přesto dále zadlužovalo. Paskovský zámek byl tehdy honosným a bohatě vybaveným sídlem doplněným zahradou a parkem se sochařskou výzdobou. Po jeho smrti byl Paskov prodán v dražbě (1717), poté i Edelmannův palác v Olomouci (1719). Od roku 1700 byl František Josef ženatý s hraběnkou Annou Marií Henckelovou z Donnersmarcku (1677–1739), manželství zůstalo bez potomstva.